# 硫化镍
硫化镍是一种无机化合物，化学式为NiS。它在自然界中以针镍矿的形式存在。硫化鎳在商業上可用作催化劑。

## 結構
硫化鎳採用砷化鎳結構。在這種結構中，鎳是八面體，硫化物中心位於三棱柱位置。
| 鎳     | 硫         |
| ------ | ---------- |
|        |            |
| 八面體 | 三方稜柱體 |

硫化镍有兩種同質異形體。α型為六角形晶胞，而β相為菱面體晶胞。α型在379 °C（714 °F）以上的溫度下穩定，在較低溫度下轉變為β型。此相變使體積增加2-4%。

## 合成
硫化镍可由传统的镍盐与硫化氢反应的方法制备：
Ni2+ + H2S → NiS  + 2 H+
镍盐溶液和硫化铵溶液反应，也能得到α-NiS，它刚沉淀出来时主要含有非晶态的Ni(SH,OH)2。较低pH下结晶出γ型，较高pH下结晶出β型。
人們還開發了許多其他更受控的方法，包括固態複分解反應（來自NiCl2和Na2S）和镍和硫之間的高溫反應。

## 反應
硫化鎳最常见的反应是转化为氧化鎳。这种转化包括在空气中加热硫化镍矿石：
2 NiS + 3 O2 → 2 NiO + 2 SO2
硫化镍可溶于浓硝酸和硫氢化钾溶液。
在碱性溶液中，硫化镍可以将一氧化碳定量地转化为四羰基镍：
NiS + 4 OH- + 5 CO → Ni(CO)4 + S2− + CO32- + 2 H2O

## 產生

### 自然界

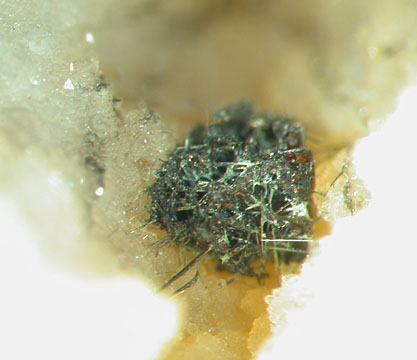
針鎳礦晶體

針鎳礦也是一種硫化鎳的礦物形式，分子式為NiS，但由於其形成條件差異，其結構與合成化學計量的NiS不同。它天然存在於低溫熱液系統、碳酸鹽岩的空洞中，也是其他鎳礦物的副產品。

### 玻璃製造
浮法玻璃含有少量的硫化鎳，是由澄清劑Na
2SO
4中的硫與金屬合金污染物中所含的鎳形成。
硫化鎳夾雜物是鋼化玻璃應用的問題。回火過後硫化鎳夾雜物處於亞穩定α型。這些夾雜物最終轉化為β型（在低溫下穩定），體積增加並導致玻璃破裂。在強化玻璃的中間，材料會受到張力導致裂縫擴展並導致玻璃自發性破裂。這種自發性碎裂發生在玻璃製造後數年或數十年。